# Chambre franco-allemande de commerce et d'industrie
 (novembre 2017).
 (novembre 2017).
Si vous disposez d'ouvrages ou d'articles de référence ou si vous connaissez des sites web de qualité traitant du thème abordé ici, merci de compléter l'article en donnant les références utiles à sa vérifiabilité et en les liant à la section « Notes et références ».
La Chambre Franco-Allemande de Commerce et d’Industrie (en allemand : Deutsch-Französische Industrie- und Handelskammer, AHK Frankreich) fait partie du réseau des Chambres de commerce allemandes à l’étranger. Elle se situe à Paris et dispose d’un bureau à Berlin. Elle est reconnue par la Fédération des chambres de commerce et d’Industrie allemandes (DIHK) qui regroupe également les Chambres de commerce et d’industrie (IHK) en Allemagne.

## Histoire
Fondée en 1955, la Chambre Franco-Allemande de Commerce et d'Industrie (CFACI) a fortement profité du rapprochement de la France et de l'Allemagne, qu'avait initié le Président Français Charles de Gaulle et le Chancelier allemand Konrad Adenauer.  

## Fonctions
La CFACI promeut les relations économiques entre l'Allemagne et la France et réunit trois fonctions : la représentation officielle des entreprises allemandes en France, l'organisation d'un réseau de contacts pour des entreprises membres qui sont  des entreprises actives sur le marché bilatéral et un soutien aux entreprises allemandes et françaises dans leurs activités commerciales à l'étranger. 

### Associations des membres
La Chambre Franco-Allemande est organisée sous forme d'association, les entrepreneurs et les directeurs généraux s'impliquent volontairement au sein du conseil d'administration et du comité directeur. En tant qu'association professionnelle franco-allemande, les entreprises membres bénéficient d'un important réseau de contacts dans les milieux politiques et économiques. De nombreux événements ont lieu, principalement pour les membres, qui permettent l'entretien exclusif du réseau, l'échange d'expériences et de connaissances. Actuellement, plus de 800 entreprises font partie de ce réseau. Les entreprises peuvent apporter leur expertise technique en participant à des comités, commissions et conférences. Pour les jeunes entrepreneurs ou professionnels du marché franco-allemand, le Club des Jeunes Business Leaders franco-allemand (en allemand Wirtschaftsjunioren Frankreich) propose des rencontres qui facilitent l'échange d'expériences et la mise en relation. 

### Services
Par des services pratiques, tels que des études de marché et des conseils en vente, l'organisation d'échanges commerciaux B2B et B2C, des réunions sectorielles et des conférences spécialisées, la Chambre Franco-Allemande soutient les activités commerciales des entreprises sur le marché franco-allemand. De plus, il existe un service juridique et fiscal qui conseille sur les particularités du droit du travail, du droit commercial et du droit de l'environnement dans le pays respectif. Des séminaires et des formations continue sont également proposés. Pour ceux qui sont intéressés, il y a la possibilité d'obtenir par l'intermédiaire de la CFACI, des formations en alternance ou des stages. Dans ce contexte, elle propose aux entreprises françaises des conseils sur la mise en place d'un système de formation en alternance, basé sur le modèle allemand.

### Représentation officielle de l'économie allemande
En tant que porte-parole de l’économie allemande en France, la Chambre Franco-Allemande de Commerce et d’Industrie est chargée de représenter ses intérêts. Chaque année, elle réalise pour les entreprises allemandes de nombreuses études de marché et des voyages d’affaires sous l’égide du gouvernement allemand et des Länder, plus particulièrement du Ministère fédéral de l’Économie et de l‘Énergie, du Ministère fédéral de l’Alimentation et de l’Agriculture et des ministères de l’Économie des Länder.

## Structure
La Chambre Franco-Allemande de Commerce et d'Industrie fait partie du réseau mondial des Chambres de commerce allemandes à l'étranger (AHK), qui compte 140 sites dans 92 pays. En Allemagne, les AHK sont étroitement liées au réseau des chambres de commerce et d'industrie allemandes (IHK). Ensemble, les IHK et AHK aident les entreprises allemandes à établir et à développer leurs relations économiques avec les pays étrangers. L'organisation parapluie est l'association des chambres de commerce et d'industrie allemandes (DIHK), qui coordonne le réseau des IHK et AHK. 
La CFACI est organisée comme association en France avec actuellement environ 800 entreprises membres en Allemagne et en France. Il est contrôlé par un conseil d'administration avec un comité directeur qui se compose d'un nombre égal de membres honoraires français et allemands : Guy Maugis (ancien Président de BOSCH France), Xavier Susterac (Chemical Industry), Jérôme Duval-Hamel (EUSOPE), Peter Etzenbach (InfraVia Capital Partners), Peter Bichara (Siemens France), Daniel Hager (HAGER), Pamela Knapp (Membre des Conseils de Surveillance du Groupe PSA et de Saint-Gobain) et Marc Langenbrinck (Mercedes-Benz France). Le Conseil d'administration est élu par l'Assemblée Générale et travaille à titre honorifique.
Le "Directeur général", nommé par le Conseil d'Administration sur proposition du comité directeur, gère les affaires courantes. Patrick Brandmaier est directeur général depuis juin 2019. 
La CFACI est financée par les cotisations de ses membres, la vente de ses services et par des subventions du ministère de l'économie allemand.

### Les présidents de la CFACI
De 1955 à 1958, Jacques Fougerolle et Ulrich Dörtenbach alternent comme présidents. À partir de 1959, la fonction fut reprise par Gotthard von Falkenhausen, qui fut relayé par Dietrich von Grunelius en 1966. Après un mandat de deux ans de Herbert Waldthausen, Friedrich Conzen a repris la présidence pour 10 ans à partir de 1977. En 1964, Jean Marcou succède au président fondateur français Jacques Fougerolle. Il est resté en fonction jusqu'en 1976 avant d'être relayé par Jean-Arthur Varoquaux. L'Alsacien Roland Wagner succède à Jean-Arthur Varoquaux et reste en fonction pendant trois ans. Après le départ à la retraite de Friedrich Conzen et Roland Wagner, la direction conjointe de la CFACI a été supprimée.
Alfred Freiherr von Oppenheim a ainsi été président unique de 1987 jusqu'à sa mort en 2005. Il lui succède Patrick Schwarz-Schütte, qui est resté en fonction jusqu'en 2008. À Patrick Schwarz-Schütte succède ensuite Philippe Carli. Depuis 2010, Guy Maugis est l'actuel président. 

## Évènements phares

### Prix Franco-Allemand de l’Économie et Prix Franco-Allemand des Secteurs Créatifs et Culturels
Ce prix a été créé par la Chambre Franco-Allemande de Commerce et d’Industrie en 2011 sous le haut patronage des Ministères de l’Économie français et allemand. Il est décerné tous les deux ans et récompense des projets de coopération réussis entre des entreprises allemandes et françaises 

### Journée Franco-Allemande de la Formation Professionnelle et de l‘Apprentissage
Depuis 2014, cet évènement réunit chaque année les acteurs et les experts allemands, français et européens de la formation professionnelle afin de mettre en place de nouveaux projets pour faciliter l’insertion professionnelle des jeunes. Chaque année, un thème d’actualité concernant la formation professionnelle est mis à l’honneur.

### Journée Franco-Allemande de l’Économie
La Chambre Franco-Allemande de Commerce et d’Industrie organise - une année à Paris et l'année suivante à Berlin - une grande conférence rassemblant des experts économique et politiques de la France et de l'Allemagne afin de débattre sur les enjeux politiques et économiques actuels.

## Publications
Le magazine économique du marché franco-allemand CONTACT, publié cinq fois par an, la newsletter franco-allemande @-journal, Etude: "Entreprises allemandes en France - situation économique, perspectives et prévisions" publiée tous les deux ans, informations juridiques, fiches sur les directives environnementales, rapports par secteur d'activité, sondages périodiques, rapport annuel, liste des membres, répertoire des entreprises allemandes en France, répertoire en ligne des experts franco-allemands.